# Дуброва (Липецкий сельсовет)
Дуброва — деревня в Верховажском районе Вологодской области.
Входит в состав Липецкого сельского поселения, с точки зрения административно-территориального деления — в Липецкий сельсовет.
Расстояние по автодороге до районного центра Верховажья — 71,7 км, до центра муниципального образования Леушинской — 4 км. Ближайшие населённые пункты — Никулинская, Плёсо, Леушинская.
По переписи 2002 года население — 6 человек.